# 오쿠시리 공항

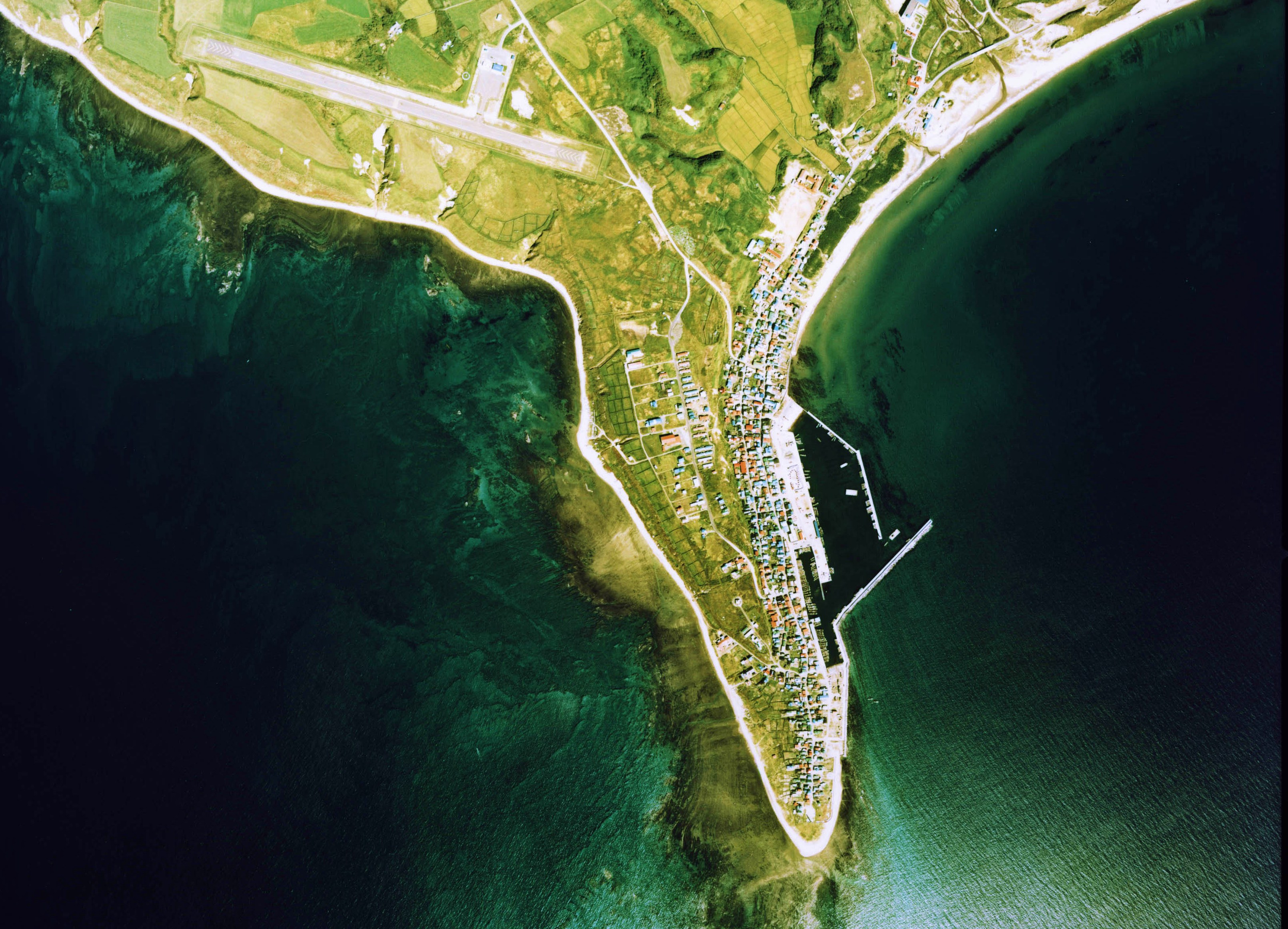
1976년 촬영한 오쿠시리 공항 (옛 활주로) 부근의 항공 사진. 사진 왼쪽 위가 옛 활주로. 아래쪽의 곶은 쓰나미 피해 이전의 아오나에 지구
(국토 항공사진)

오쿠시리 공항(일본어: 奥尻空港, おくしりくうこう, 영어: Okushiri Airport, IATA: OIR, ICAO: RJEO)은 홋카이도 오쿠시리정의 오쿠시리섬에 있는 지방 관리 공항이다.

## 개요
오쿠시리 공항은 오쿠시리 섬의 남부에 위치한 낙도 공항으로 홋카이도 최서단 공항이며 1993년 홋카이도 지진으로 쓰나미가 마을을 덮쳤던 아오나에 근처에 위치해 있다.
오쿠시리 섬의 하늘길 입구로써 관광이 중심이었던 지역의 진흥을 위한 거점으로의 역할을 기대하고 있으나 당초에는 현재 위치로부터 남동쪽의 인접지에 개항했는데 옛 공항의 활주로는 12/30 방향, 길이는 800m 이었으며 활주로를 연장하기 위해 2004년에 현재 위치로 이설하였다.
현재의 활주로는 13/31방향, 길이는 1,500m이며 평면 유도로는 물론 터닝 패드도 설치되어 있지 않으며 착륙대의 너비는 150m로 좁은 편에 속하며 계기 착륙은 대응하지 않고 있다.
그리고 이용객 수는 최근 감소 경향으로 접어들면서 약 11,000명 전후로 추산되며 2013년에는 일본 국내에서만 10,265명을 기록했다.

## 역사
- 1974년 9월 9일 – 개항
- 1974년 10월 25일 – 일본근거리항공이 하코다테 공항 노선 개설
- 1975년 4월 1일 – 설치관리자를 홋카이도로 이관
- 1994년 7월 22일 – 하코다테 공항 노선을 에어 홋카이도로 이관
- 2004년 3월 18일 – 새로운 활주로 1기 (800m) 부분 영업 개시[1]
- 2006년 3월 25일 – 새로운 활주로 2기 (남은 700m) 영업 개시. 1,500m의 새로운 활주로가 완성[4]
- 2006년 3월 31일 – 에어 홋카이도가 항공 사업을 종료.[5] DHC-6형기가 하코다테 공항행 338편을 마지막으로 일본 국내 정기 운항을 종료
- 2006년 4월 1일 – 하쿠다테 공항 노선을 홋카이도 에어 시스템이 승계해[5], SAAB340B 형 기체로 운항 개시.
- 2015년 4월 – 보안 검사에 X선 검사기구를 설치[6]

## 시설

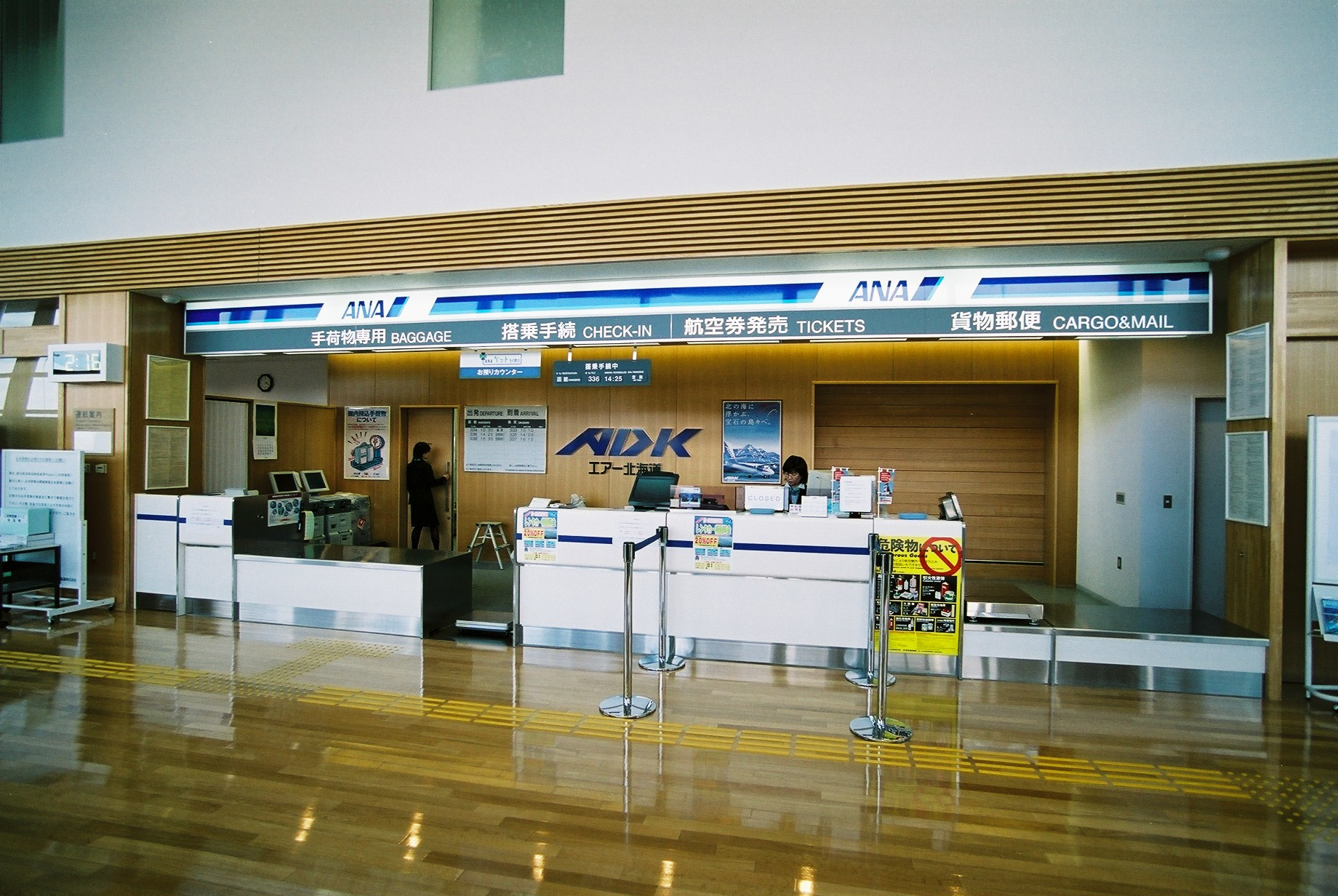
항공회사 카운터 (에어 홋카이도 취항 시기)

공항 터미널은 활주로 북측에 1동이 있으며 지상 2층으로 건설 되었으나 탑승교는 설치되어 있지 않는데다가 보안 검사의 경우에도 2015년 4월까지 X선 검사기구가 설치되어 있지 않아 검사관이 수하물을 직접 검사했다.
- 1층 - 항공사 카운터, 출발 로비, 맞이방, 도착 로비
- 2층 - 전망대 (입장 무료)

## 운항 노선
- 일본항공 (JAL) - 홋카이도 에어 시스템의 기재, 승무원으로 운항
  - 하코다테 공항

## 교통
- 오쿠시리 정 아리마 버스 - 오쿠시리 정, 오쿠시리 버스 센터, 아오나에 항으로 노선 버스를 운행

## 같이 보기
- 오쿠시리 공항[깨진 링크(과거 내용 찾기)] - 홋카이도 에어시스템
- 오쿠시리 공항 - 오쿠시리 정
- 마을버스 보관됨 2019-04-07 - 웨이백 머신 - 오쿠시리 정 아리마 버스